# CAT-1
Il CAT-1 è stato il primo satellite artificiale lanciato in orbita dall'Agenzia Spaziale Europea con un proprio razzo vettore. La denominazione CAT sta per Capsula Tecnologica. La missione di questo satellite era di trasmettere a terra dati tecnici sul volo sperimentale del razzo europeo Ariane 1. Il lancio venne effettuato il 24 dicembre 1979 dal Centre spatial guyanais sito a Kourou nella Guyana francese.
Il CAT-1 pesava 1602 kg ed era dotato di batterie con una durata pari al tempo di percorrenza di 8 orbite. Quando le batterie si esaurirono, la capsula terminò le trasmissioni radio e smise di essere operativa. Il CAT-1 si trova ancora in orbita attorno alla Terra.
Il progetto e la costruzione dei satelliti CAT è opera dell'Aeritalia.